# Ibrahim Isaac Sidrak
Ibrahim Isaac Sidrak (àrab: إبراهيم إسحاق سدراك, Ibrāhim Isḥāq Sidrāk) (Banî Shouqayr, 19 d'agost de 1955) és l'actual patriarca catòlic copte d'Alexandria.
Va estudiar filosofia i teologia en el Seminari Patriarcal de Maadi, un barri del Caire, i va ser ordenat sacerdot el 1980. Durant els dos anys següents va servir a la parròquia de l'Arcàngel Miquel al Caire. Es va doctorar en teologia dogmàtica a la Pontifícia Universitat Gregoriana de Roma.
A l'octubre de 2002 va ser elegit bisbe d'Al-Minyā, i el 15 de gener de 2013 fos escollit patriarca catòlic copte d'Alexandria pel sínode de l'Església Catòlica Copta. La seva elecció va ser confirmada pel papa Benet XVI tres dies després amb l'Ecclesiastica Communio.